# Gare de Mercenasco
La gare de Mercenasco (en italien, Stazione di Mercenasco) est une gare ferroviaire italienne de la ligne de Chivasso à Aoste, située sur le territoire de la commune de Mercenasco, dans la province de Turin en région du Piémont.
C'est une halte voyageurs de Rete ferroviaria italiana (RFI) desservie par des trains régionaux (R) Trenitalia.

## Situation ferroviaire
Établie à environ 241 mètres d'altitude, la gare de Mercenasco est située au point kilométrique (PK) 20,153 de la ligne de Chivasso à Aoste (section à voie unique électrifiée), entre les gares de Candia-Canavese et de Strambino.

## Service des voyageurs

### Accueil
Halte voyageurs RFI, classée bronze, c'est un point d'arrêt non géré (PANG) à accès libre.

### Desserte
Mercenasco est desservie par des trains régionaux (R) Trenitalia de la relation Novare (ou Chivasso) - Ivrée.

### Intermodalité
Le stationnement des véhicules est possible à proximité.